# Лебеді (Промишленнівський округ)
Ле́беді (рос. Лебеди) — село у складі Промишленнівського округу Кемеровської області, Росія.

## Населення
Населення — 706 осіб (2010; 732 у 2002).
Національний склад (станом на 2002 рік):
- росіяни — 93 %